# Korkitony
Korkitony är en ort i distriktet Keiyo i provinsen Rift Valley i Kenya.